# Polgár Julianna
Polgár Julianna (Budapest, 1958. április 8. –) magyar költő, énekmondó, írógép-grafikus, szerkesztő- és fotóriporter, könyvtáros, valamint kulturális rendezvények szervezője.

## Életpályája

### Fiatalkora, tanulmányai
Apja, Polgár István (Páty, 1913. – Budapest, 1990.), anyja, Varga Julianna (Dömsöd, 1922. – Budapest, 2006.), bátyja, ifj. Polgár István (Budapest, 1956. – Budapest, 2014.) volt.
Tanulmányait a Bocskai István Általános Iskolában kezdte meg, és az 1964/65-ös tanévtől az 1971/72-es tanévig ott tanult. A 8 általános elvégzése után a Kaffka Margit Gimnázium (ma: Szent Margit Gimnázium) általános tantervű tagozatára került, ahol angol nyelvet, valamint két éven keresztül műszaki rajzot is tanult. 1976 májusában érettségi vizsgát tett.
1970–72-ben református hittanra járt, 1972-ben konfirmált a Kelenföldi Református Egyházközségben.
Már az általános iskolai évektől kezdve aktívan sportolt különböző sportágakban. Leigazolt játékosként kézilabdázott a Híradás-technika I. osztályú serdülőcsapatában, a KSH, az MKM, a Külker SC. stb. II. osztályú ill. Budapest I-es csapatában; kosárlabdázott a KEK csapatában, asztali teniszezett a KFKI Sportklubban, futballozott a Beloiannisz SC-ben; jógázott a Józsefvárosi SC-nél, lövészetvezetői képesítést is szerzett, íjászatot is tanult a Margit-szigeten.
A gimnáziumi évei alatt titkárnőképző tanfolyamot végzett a TIT József Attila Szabadegyetem és a Budai Nagy Antal Gimnázium szervezésében, első munkahelyével szerződve, minimális ösztöndíjat is kiérdemelve.
1975/76-ban gimnáziumi szaktanárai beíratták az ELTE BTK magyar-angol előkészítő tanfolyamaira, de se a szülők, se a munkahely nem járultak hozzá ahhoz, hogy elvégezhesse az egyetemet (vagy legalább annak levelezős változatát).
1976. szeptember 1-én kezdett dolgozni a Magyar Kábel Művek központjában mint titkárnő-adminisztrátor. 1976 szeptemberétől 1978 májusáig gimnáziumi zongora- és énekleckéket vett általános iskolai és gimnáziumi alma matereiben vizsgakötelezettséggel, szaktanárai javaslatára. (Ezt az „önképzést” anyagi okok és gyakorlási lehetőség hiánya miatt abba kellett hagynia.) 1977-ben tagja lett a Vasas Művészegyüttes (ma: Vass Lajos) vegyeskarának, ahol 10 éven keresztül Vass Lajos zeneszerző-karnagy vezetése alatt énekelt.
1977 decemberében belépett az ELEKTRONIKA Átviteltechnikai Szövetkezetbe, ahol adminisztrátor és leíró-műszaki rajzoló, valamint kiadványszerkesztői minőségben működött. Itt a hibátlan és gyors gépelés mellett angol, német, francia és orosz nyelvismeretre is szükség volt. A Szövetkezet igényeihez igazodva megtanult oroszul is gépelni, illetve angol és német alapfokú nyelvtanfolyamokra járt.
1979. május 3-tól 1993 tavaszáig az MTA Központi Fizikai Kutató Intézetében, a Könyvtár és Kiadói Főosztályon dolgozott mint leíró és kiadványszerkesztő. Itt több európai nyelven gépelt, szerkesztett, korrektúrázott különféle leírásokat, preprinteket, reklámanyagokat. Disszertációkat, matematikai jelekkel zsúfolt, fizikai anyagokat is gépelt – szintén legalább négy nyelven –, valamint a szimbolika miatt a görög nyelvet, ill. betűket is használta rengeteg képletnél. A KFKI Mérés- és Számítástechnikai Kutató Intézetének Dokumentációs Osztályára kerülve különféle dokumentációkat, számítógépes gépkönyveket gépelt, ill. készített elő kiadásra. Itt ismerte meg a számítógépes alapismereteket, részt vett intézeti igényre egy TPA számítógépes tanfolyamon, és kezdte használni a Ventura, valamint a Word 0.5 szövegszerkesztő programot is.
Az 1980-as évek vége felé Budai Ilonka rádiós műsorának, az Énekeljünk együtt-nek „kiskórusában” vállalt kisegítő, önkéntes éneklést.
Ugyanezen időszak alatt tagja lett a KFKI Klub egyik legméltóbb előadássorozatát adó, Interdiszciplináris Tudományos Diákkörnek (ITDK), amely később Kaláka Életmódkutató Egyesület (KÉKE) névvel próbált tudományos alapon és valóságosan – a tudományok teljes tárával – társadalmi változást elérni, mind ismeretterjesztő előadások, mind pedig nyári egyetemek szervezésével. Ennek egyik dokumentuma a Zombori Katalin rendező által rendezett Toronyiránt című film, ahol Tab városképi rendezésével foglalkozott. (Ez volt első filmes szereplése.) „Mesterei”, akik egyben a diákkör vezető egyéniségei, ill. előadói: Gáborjáni Péter építész, Síklaky István közgazdász, Lévai Sándor bábtervező, Kelen László jogász, Maurer György természetvédő, a 3. Part című folyóirat alapító-szerkesztője, Oláh Andor természetgyógyász, Mezei Ferenc fizikus, Agócs József erdészmérnök-ökológus, Vincze Erzsébet alternatív oktató és szociológus, Szabados György zenész-polihisztor stb.
1983 és 1988 között végezte el jelesre a Marxizmus-Leninizmus Esti Egyetem általános tagozatát, majd filozófia-szakosítóját (mivel az akkori KFKI-s vezetés kötelezővé tette). Az Államigazgatási Főiskola (ma: Nemzetvédelmi Egyetem) ezen kihelyezett képzése jelenleg bizonytalan végzettségi besorolású.

### Művészi tevékenysége
1981 májusában megjelent első, festőművészettel kapcsolatos kritikai írása a Művészet című folyóiratban Marosi Ilona festőművészről.
1983. február 17-én tartotta meg első szerzői estjét a Mikroszkóp Színpadon, a Rátkai Márton Munkás-Művész Klub szervezésében, A Múzsák termékenyítő hatalma címmel saját és Ujlaky Károly színész előadásban, festmények fényképének diavetítésével, valamint zenei betétekkel társítva.
1983. február 25-én jelent meg első verse Jóga-koncentráció címmel a Magyar Ifjúságban. Azóta folyamatosan publikál napi-, hetilapokban és folyóiratokban, többek közt Nők Lapja, Magyar Nemzet, Élet és Irodalom, Mozgó Világ (új), Napjaink, Népszava, Hitel, Magyar Napló, Emberhalász stb., valamint online felületeken, honlapokon.
1983-ban megírta A folyamat pillanatai című nagy-versciklust a ,,többszöri mindennaposság" kegyelmét megélve; ezzel kicsit több mint hatszáz verse született. 1984-ben megírta a 366 JEL című nagy-versciklust, valamint Táv-hárem című regényét.
1985. február 28-án tartotta meg második szerzői estjét Hárfa címmel, szintén a Mikroszkóp Színpadon (az RMMK szervezésében), Andai Kati színésznő és Ujlaky Károly színész előadásában.
1985. augusztus 30-án újabb szerzői estet tartott a VI. kerület Tanács Rudas Ervin Klubjában Középkor címmel. 1986. február 27-én tartotta meg a Középkor nagy-bemutatóját (harmadik szerzői estjét) a Szent Margit Gimnázium dísztermében, Bráda Tibor Munkácsy Mihály-díjas festőművész bevezetésével, Andai Kati és Ujlaky Károly előadásában. 1987 óta rendszeresen részt vesz - mint énekmondó és költő - megemlékezéseken, kiállítás-megnyitókon és más rendezvényeken (felkérésre és illetmény nélkül).
1987. június 1-jén tartotta meg negyedik szerzői estjét Földi nászom címmel, a Jókai Klub szervezésében, Vass Lajos zeneszerző-karnagy bevezetésével, Jancsó Adrienne és Ujlaky Károly közreműködésével. 1987. augusztus 20-án hangzott el Aratás című verse a Magyar Rádió Kossuth-adóján, Fülöp Zsigmond előadásában, melyet Stifner Gábor szerkesztő az Élet és Irodalom címlapjáról választott ki, és amely első egyéni rádiós szereplése.
1987 szeptemberétől tagja lett a Pro Musica kórusnak, ahol Sapszon Ferenc kiváló karnagy, érdemes művész vezetése alatt énekelt. 1988. október 17-én a Magyar Rádió Bartók-adójának Fiatalok stúdiója című műsora mintegy 10, már megjelent versével mutatta be, mint fiatal költőt (verseit Ráczkevei Anna tolmácsolta). 1990. május 22-én tartotta meg ötödik szerzői estjét a Rátkai Klub szervezésében, HU-MORÁL címmel, Császár Angela és Ujlaky Károly közreműködésével.
1991. október 9-én tartotta meg hatodik szerzői estjét, amelyet képverseinek kiállításával kötött egybe - József Attila költő emlékének tisztelegve Sínre-sarlósodás címmel - az Angyalföldi József Attila Művelődési Központban, Anóka Eszter író-publicista irodalmi és Koós Judith művészettörténész vizuális-művészeti bevezetőjével, Andai Kati, Nagyidai István és Ujlaky Károly színművészek közreműködésével. (A képversek fele-fele anyagát a ZODIAC Vendéglátóipari Kft. két éttermében is kiállíthatta 1991 májusától ill. augusztusától az év végéig.) Szerzői estje és a három kiállítás legnagyobb szellemi és anyagi támogatója a Lakitelek Alapítvány volt.
1992 januárjában a Fészek Művészklub választotta tagjai sorába Dévai Nagy Kamilla és Bubik István ajánlása nyomán. (1998-ban küldött-közgyűlési tag is volt.) 1992. augusztus 17. és 19. között részt vett a Magyar Írók I. Világtalálkozóján az MVSZ és a Berzsenyi Társaság tagjaként. 1992 szeptembere óta többször részt vett a Magyar PEN Club és a Román PEN Club közös, évenkénti rendezvényén, A szabadság dzsungele című tanácskozáson.
1992-ben megírta a 366 LÉNYEG című nagy-versciklusát. 1994. május 12-én a Rádió 11 Csakazértis című élő adása mutatta be a 366 JEL és a 366 LÉNYEG nagy-versciklusai létrejöttének történetén keresztül Polgár Julianna költőnőt.
1994. december 15-én tartotta meg hetedik szerzői estjét Októberi Orgonaszó címmel, képvers-kiállítással egybe kötve, a SÍVA Filmgyártó Bt. Színháztermében, Mátyás B. Ferenc erdélyi író bevezetőjével, Pálfy Margit és Ujlaky Károly előadásában, melyről a Magyar Televízió felvételt készített.
1995. július 14-16-án részt vett a Magyar Műhely Napok keretében szervezett, Vizuális Költészet 1985-1995 című nemzetközi kiállításon, ahol Sínre-sarlósodás című, József Attilára emlékező képversét állították ki.
1995. november 22-én megjelent első verseskötete Kárpát-öl címmel, a 11 éve írt 366 JEL válogatásaként (az INTERMIX Kárpátaljai Kiadó szedésében, de meghitelezett nyomdai munkával /Palantír Bt./), amelyhez előszót Csoóri Sándor Kossuth-díjas költő, az MVSZ volt elnöke írt, és amelyet Bráda Tibor Munkácsy Mihály-díjas festőművész, grafikus illusztrált. Ugyanaznap tartotta meg nyolcadik szerzői estjét a Fészek Művészklubban, amely egyben kötetbemutató is volt, Kárpát-öl címmel, Sediánszky János bevezetésével, Csoóri Sándor előszavával, Császár Angela, Szűcs Ildikó, Papp János és Dévai Nagy Kamilla közreműködésével. Az est ideje alatt bemutathatta Ember-látó című képvers-kiállítását is. Ez utóbbi fő anyagát az „Áhitat szorongásra és reményrajra/-zajra” címmel, 1993-ban írt, 13 részből álló versciklus képvers-elemeiből válogatta. Első bemutatónak számít az is, hogy Dévai Nagy Kamilla 3-4 JEL-ét megzenésítette és előadta e napon.
1996. január 6-án a Temesvári Rádió mutatta be a Kárpát-öl című kötetet a Polgár Juliannával készített riportrészletekkel és a 366 JEL néhány versével.
1996. augusztus 17-én nyílt meg Rögzített iránytű című képvers-kiállítása a Transzplantáltak Országos Szövetségének rendezésében, Tiszaújvárosban, az Erdei Ferenc Művelődési Házban. A kiállítás megnyitásán énekmondással és vizuális költészeti értelmezéssel (a képvers-típusok saját példán való bemutatásával) köszöntötte látogatóit.
1996-ban megírta a 366 HÁLAÉNEK című nagy-versciklust, amelynek jellegzetessége, hogy a 17 vagy 18 sorból álló versek egy részénél különböző szakaszolással élt, megalkotva így a Polgár-strófák (variációs) rendszerét, amely mind magyaros, mind időmértékes, mind szabad verses formában használható. Alaptípusai: középpontosan felezős, párhuzamosan felezős, középpontosan és párhuzamosan felezős, emelkedő és ereszkedő sorszámú versszakos; valamint a fenti, öt alaptípus egy-, két-, három-, négy-soros stb. csattanóval indított vagy zárt Polgár-strófái. Ez a szakaszolási mód minden verssor-számnál alkalmazható, és mert rímkészlettel és verssor-hosszúság variációval (főként képverseknél) is használható, ezért igen nagy a variációs lehetőség. Így több ezer szakaszolási versforma létrehozásával járult hozzá a hazai és a nemzetközi (vers)irodalomhoz, amely vélhetően egyedülálló a világon. 1998-ban Dévai Nagy Kamilla Krónikásének a szeretetről című CD-jére énekelte a már előzőleg megzenésített 271. JEL (Psalmus) című Polgár Julianna-verset Psalmus címmel.
1999. szeptember 28-án a Tornádó Kft. egyik képviselőjének fölkérésére, részt vett egy ún. Élő archívum filmes fölvételén, ahol különleges előadói képességeiről (énekmondás, különleges sportok, hangutánzás, művészi fütty, improvizatív tánc, írógép-grafikák stb.) és alkotói világáról készítettek pár perces ismertetőfilmet.
1999. október 6-án mutatkozott be kollektív kiállításon Hahn Alexandra festőművésszel, Tala Ágnes festő-grafikusművésszel közösen a Művészetek Bárkája - Papírhajó Galériában, ahol kb. 20 képverse szerepelt, melyről a Duna Televízió Virradóra című műsora felvételt készített. Az október 10-én adásba került, rövid képzőművészeti riportban elmondhatta eddigi vizuális költészeti értelmezéseit, valamint teljes hanganyagként szerepelt Karácsonyi gyermekrajz című képverse. 1999. november 26-27-én részt vett a Keresztény Értelmiségiek Szövetségének 10 éves fönnállására rendezett ünnepi közgyűlésen, az Országházban. 1999. december 10-én a Hyatt Galéria szervezője kérte föl, hogy a rövidebb énekmondás mellett 5-6 JELét is olvassa fel Fóth Ernő és Ferdinánd Judit festőművész-házaspár kiállításán.
1999. december 11-én részt vett az Anyanyelvápolók Szövetségének tisztújító közgyűlésén, ahol újraszorgalmazta a Nyelvi Lektori Hivatal fölállításának szükségességét, valamint bejelentette a Polgár-strófák hatalmas variációs rendszerének létét mint költészeti és nyelvészeti „újítást” és annak alkalmazási lehetőségeit.
2000-ben megírta a 366 NAP-SUGALLAT című nagy-versciklust, amely a magyarországi bi-millennáris események bűvöletében, valamint 11- és 12-soros Polgár-strófák alkalmazásával készült; és amellyel a Nemzeti Kulturális Alapprogram irodalmi ösztöndíj-pályázatát megpályázta, amely ösztöndíjat nem sikerült elnyernie. 2000. augusztus 11-én a Művészetek Bárkája - Papírhajó Galéria kollektív tárlatán kiállították a TENYÉR (38. NAP-SUGALLAT (Szabadság-kenyér)) és a HOMOKÓRA (159. NAP-SUGALLAT (Homokóra-tánc) (Nagy Imre-emlékvers)) című, ez évi képverseit, melyek a Polgár-strófarendszer variációit is képviselik. 2000. augusztus közepén megjelent az Úton című, magyar-szerb (mini-könyves) antológia, ahol 14 magyar költőnő szerelmes verse olvasható kétnyelvű változatban, így Polgár Julianna 156. HÁLAÉNEK (Neve-nincs-nász) című alkotása is.
2000. október 4-én, tíz nappal Hervay Gizella születésnapja előtt, létrehozta a Hervay Gizella Irodalmi és Művészeti Társaskör nevű hagyományőrző szerveződést, ahol „archaikus, archaikus népi és mitikus-mitologikus, valamint filozofikus-elvont lírát vagy prózát” író alkotók és egyéb képzőművészek tömörülnek. Jelenleg (2017) csak online felületen létezik.
2000 őszén a Belvárosi Művelődési Ház „A Dunánál - 2000” jeligés verspályázatán vett részt, de nem oldotta föl a jeligét. Eredményhirdetéskor, amely a Pesti Vigadóban zajlott, HU-MORÁL című versét színpadi felolvasással, azaz színpadi eljátszással (kb. 6-7 fő előadásában) ,,díjazták". Szintén 2000 őszén, a vajdasági Zentán, Fehér Illés szerkesztésében az internetre került az Ezüsthíd című magyar–szerb nyelvű antológia, melyben egy-két verssel jelen lehetett, és amelynek nyomtatott változata is várható.
2002. október 18. óta folyamatosan részt vesz a Bráda Tibor alapította, a Magyar Festészet Napja című kiállítássorozaton, egyelőre érdeklődő vendégként. 2003. február 21-én megnyitotta Péli Ildikó Örömök kertje című kiállítását az Újpest Galériában, ahol a megnyitószöveg része volt Polgár Julianna Csíksomlyói csöndes imádság című verse. 2003. március 19-én 16:30-kor az MTV-1 Vallási Műsorok Stúdiója műsorára tűzte Péli Ildikó Örömök kertje című kiállításának anyagát, bemutatva a festőművésznőt. Ezen műsornak szintén része volt Polgár Julianna Csíksomlyói csöndes imádság című verse, amelyet Kökény Anna tolmácsolt. 2003 őszén megismételték a műsort.
2003. május 9-én Betűbújtató ballada címmel néhány régebbi és több, mint harminc új képversét állíthatta ki a Nemzeti Tankönyvkiadó Rt. Galériájában, melyet D. Kovács Júlia rendezett; bevezette Péli Ildikó, közreműködött Császár Angela. 2003. május 23-án az Budapest I. kerülete Önkormányzata családi pályázatának eredményhirdetésén megjelent nyomtatásban Polgár Julianna Csíksomlyói csöndes imádság című verse (igaz, gyermekeinek illusztrációja nélkül, noha a családi pályázat épp erre vonatkozott!) a Budavári mesék II. gyűjteményes kiadványban. 2003. szeptember 3-án kiállították a gyermekei által illusztrált Csíksomlyói csöndes imádság című versét a Világ Magyar Gyermekrajz Múzeumának kiállításán, a Magyarok Háza (Magyarok Világszövetsége) Márványtermében.
2004 januárjában megírta a Csevegő csupa-mosoly csuda-csillag című (valamint Tér-idő tanmesével teleszőtt kamasz misztériumregény alcímmel) kisregényét, amellyel megpályázta az Édesanyanyelvünk irodalmi pályázatot, ahol nem ért el helyezést.
2004. április 23-án nyitották meg a Bocskai '75 csoportos kiállítást, melyen a 75. évét ünneplő Bocskai István Általános Iskola művésztanárai és -tanulói vettek részt. Itt négy (írógépes) régi és hét (számítógépes) új képversével szerepelt. 2004. május 29-én a Duna Televízióban is elhangzott Csíksomlyói csöndes imádság című verse a Csíksomlyói Zarándoklat közvetítésének záró részeként. Mind Csíkszeredában, mind a környező falvakban szórólapként osztogatták versét. 2004 júliusában részt vett az KITÁSZ (Kárpát-medencei Irodalmi Társaságok Szövetsége) éves vándorgyűlésén a Vajdaságban, Zentán.
2004 augusztusában a Tokaji Írótáborban újabb kötetkiadási lehetőséget ajánlott föl Dupka György, az eddigi és egyetlen kiadója, az Intermix Kiadó költő-szerkesztő vezetője. A Megmaradás-mécs című, válogatott verseket tartalmazó kötetanyag előszavát Nagy Zoltán Mihály, szintén kárpátaljai költő-szerkesztő vállalta; anyagi okok miatt azonban ez a kötet sem jelenhetett meg. 2004. augusztus 30-tól időszakos külsősként anyanyelvi lektora, korrektora lett az Akadémia Kiadó Rt.-nek. 2004 decemberében újra megjelent Csíksomlyói csöndes imádság című verse a kárpátaljai Együtt című folyóiratban.
2005. július 10–31. között a kőszegi Hotel Írottkő aulájában Keczely Gabriella festő- és fotóművész elektrofotóival együtt állította ki Polgár Julianna régi és új képverseit. A megnyitón Weisz Ildikó színésznő és tanítványa hangköltészeti és performansz-elemekkel tűzdelten adta elő Polgár Julianna Homokóra, Távirat, Üstökösüzenet, és más képverseit.
2006. május 16-án megírta a XXI. századi kesergő a XX. Századhoz (KESERGŐ) című, az 1956-os forradalom és szabadságharc 50. évfordulójának emléket állító versét, melyet több folyóirat szerkesztője is elkért közlésre, továbbá a Bartók Rádió szerkesztője, Baranyi Ferenc költő is műsorra tűzte később. 2006. augusztus 16-án, a Tokaji Írótábor '56-ra emlékező, évfordulós-tematikus napján Polgár Julianna fölolvashatta a KESERGŐ-t, hozzászólásként is. 2006. szeptember 22-én, a XI. Kárpát-medencei Napok kisebbségi fórumának esti, '56-os ,,Irodalmi Szalon" című rendezvényén, Tőkés István pap-professzor 90. évének ünnepléseként is, szintén fölolvasta a KESERGŐT. 2006. október 13-án, a Körmendi Galériában, Bráda Tibor A (Magyar) Festészet Napjának kiállítás-megnyitása után szintén fölolvasta a KESERGŐT, valamint szakrális dalokat énekelt.
2006. október 21-én, mialatt Bécsben tartózkodott a DunaPart Társaság meghívására, kapta meg édesanyja halálhírét. Ezért a Kribusz Galéria avatásán és kiállítás-megnyitóján szomorú szívvel, de nagy sikerrel és nagy elismerést kiváltva énekelt többes fölkérésre. 2006. október 23-án megírta a Harang-homokóra című képversét, amelyet édesanyja halálhírén túl (a Nádor Galéria pályázati kiírása alapján is) a nándorfehérvári diadal 550. évi, a mohácsi csata 480. évi és az 1956-os forradalom 50. évfordulója ihletett. 2006. október 23-án megjelent a vajdasági ARACS című folyóiratban a XXI. századi kesergő a XX. századhoz (KESERGŐ) című verse. 2006. november 24-én a Homokóra (Nagy Imre-emlékvers), a Harang-homokóra című képverseit a Nádor Galéria böngészőjében helyezték el. A csoportos kiállítás megnyitóján több megjelent képzőművész és művészettörténész gratulált az ez évi képvershez, mert „a magyarság hármas történelmi párhuzamát vonja össze ötletesen és beszédes kivitelezéssel.”
2007 tavaszán (március 19. – április 15.) meghívták az Magyar Kultúra Alapítvány által szervezett, XI. Magyar Karikatúra Művészeti Fesztivál Merre van előre? című, csoportos (és vándor-)kiállítására, ahol Föld-ellenségek és Börtönablak című képversét állították ki, először az MKA-aulában, majd az országos körút egy-egy városában. 2007 tavaszán Baranyi Ferenc szerkesztésében és fölolvasásában részletek hangzottak el Kesergő című verséből az MR3 Bartók Rádióban, valamint több internetes online folyóiratban is megjelent. 2007 júliusában a KITÁSZ nagyváradi vándorgyűlésén, augusztus 14–16. között a Tokaji Írótáborban, augusztus 24–25. között a szárszói Soli Deo Gloria Konferencia-központban az 1943-as Szárszói Tanácskozás Ravasz László Konferenciáján vett részt. Ez utóbbin, az 1956-os események kapcsán ismét fölolvasta Kesergő című emlékversét.
2007. szeptember 6. és december 3. között volt látható „A Hold és a Nap aranyhídja” című kettős kiállítás, ahol Komendák Éva festőművész festményeit és Polgár Julianna képverseit állították ki a Magyarországi Volksbank Zrt. zuglói bankfiókjában. Megnyitotta Szeredi Gábor, az MVB Zrt. Központi Régiójának igazgatója és Péli Ildikó festőművész. 2007 októberében megjelent Ágoston Béla CD-je, amelyen Polgár Julianna 1983-ban írt Szerelmes dalocska című versének megzenésített változata is hallható.
2010 decemberében Belső Ünnep címmel Duna TV-s kollégáival csoportos kiállításon vett részt írógépes és számítógépes képverseivel.
2014 őszén elnyerte a Nemzeti Kulturális Alap (NKA) 300 000 Ft-os, alkotói támogatását HelIKOlóNia-2 című verseskötete megalkotására, amelyet 2015 szeptemberében leadott, és elfogadták.
2014 decemberében dr. Koncz Gábor fölkérte, hogy legyen a TIT Stúdió Egyesület sajtóreferense, rendezvényszervezője, amelyet végül a Nemzeti Művelődési Intézeten keresztül, „kulturális közfoglalkoztatottként” végzett 2015. január 5-től két hónapig. Ezen időszak után önkéntesen végzi ugyanezt „külsősként”, mindig beszámolva a szervezetnek online folyóirataira föltett anyagairól.

### Média-tevékenysége
1994. január 1-jétől külsősként, majd február 1-jétől szerződéses véglegesítéssel a Duna Televízió Rt.-nél kezdett dolgozni, ahova szerkesztői munkára hívták (Csoóri Sándor és Sára Sándor javaslatára) 2011. november 15-ig, a csoportos leépítésig. Először az Irodalmi Szerkesztőségre került - névlegesen - szerkesztő-asszisztensnek. Elsőként javasolta az ún. Kulturális Híradó létrehozását, melyet nem sokkal javaslata után több vezető szerkesztő is javasolt, majd az MTV Múzsák főcímmel meg is valósított, később Összkép főcímmel a Duna TV is műsorára tűzte. További javaslatai - a verseket vagy prózarészleteket maguk a szerzők olvassák föl/mondják el; megzenésített versek/prózarészletek szerkesztett csokra stb. - nem találtak meghallgatásra, bár más szerkesztők részben sokat megvalósítottak azokból.
1995 óta szerkeszti a Naptárszerkezetes évfordulónaptárt („Fontos dátumok” /híres emberek születési és halálozási adatai; egyéb, például történelmi, földrajzi, zenei stb. adatok/ címmel), több lexikon adatainak többszörösen összehasonlított ellenőrzését is elvégezve, a teljes magyar ABC sorrendjének figyelembevételével téve eleget a lexikológiai igényeknek.
1997. február 15-től áthelyezték a Duna TV Könyvtárába könyvtárosnak. Itt a könyvtár leltárkönyvi adatait vitte föl számítógépre saját szerkesztésű, ún. „terített módszeres”, táblázatos megoldással. Dajka Balázs akkori irodavezető fölkérésére létre akarta hozni az Anyaországi Duna TV Baráti Kört, hogy bizonyítani lehessen a nézettség hamis voltát (ui. mind Erdélyben, mind itthon vidéken egy műholdas TV-t több család néz egyszerre, mert másra nincs mód!). Szintén ezen időszak alatt adta le Sára Sándornak a „Nemzetközi ETNO-zenei és Táncművészeti TV-adó” tervét, amelyre se elfogadó, se elutasító választ nem kapott.
1995 szeptemberétől 1997 májusáig a TELESCHOLA Televíziós Iskola hallgatója volt, amelynek anyagi fedezetét és időigényét az iskola, illetve munkahelye (kölcsönösségi szerződés alapján) átvállalta, ismerve a költőnő életkörülményeit. Itt a szerkesztő-riporteri alapokon túl dramaturgi, operatőri, vágói, PR-management-i ismereteket szerzett. Vizsgafilm-tervezetét példaértékűnek tartották. Az iskolát 1997 nyarán jelesre elvégezve szerkesztő-riporteri képesítést nyert az Optikai, Akusztikai és Filmtechnikai Egyesület (OPAKFI) vizsgáztatásán keresztül. Vizsgafilmje a Családi Szépmíves Céhek címet viseli, amelyet szociografikus riportfilm-sorozatnak szánt, hogy példát mutathasson a családi környezetvédelemre, mert e mikrokozmosz visszaállított rendje ad egyedül esélyt arra, hogy a természet és az ember megromlott kapcsolatát is föloldja. Tudatos támogató és elfogadó hiányában azonban csak az első rész készült el. Több pályázat hatására, több változatban eljutott az MTV-hez, a Hír TV-hez, valamint a Duna TV egyes kuratóriumi tagjaihoz stb., de a filmsorozat azóta se készülhetett el.
2002 augusztusától a Magyar Távirati Iroda Központi Sajtószolgálatának (MTI Press; MTI-Panoráma-Press) külsős szerkesztő-riportereként működött.
2010 májusától Polgár Julianna budapesti tudósítója lett a HUNSOR.SE online, svéd-magyar honlapnak és a debreceni Pólus Médiának (később: polusonline.hu) (illetmény nélkül).
A 2010-es évektől kezdett intenzíven fotózni, csakis színes fölvételeket készítve. Ekkortól kezdte fotózási újítását is alkalmazni, amit TÜKRÖS ÖNFOTÓnak nevezett el (lásd pl. a jelen szócikk fotóját is!), és ami a ,,Selfie" torzulatait teljesen kiküszöböli. Sára Sándor hatására és biztatására szintén nagy kedvvel kezdte megfigyelni és alkalmazni a Nap-pal ill. fénnyel szembeni fotózást, amely bármely témát, elsősorban nyilván a Természetét, alaphangon különlegessé avat.
2011 februárjában A Nép Ügyvédje fórum javaslatára és támogatásával beperelte az MTVA-t, amiért törvénytelenül megszegte a Duna TV SZMSZ-ét, és elbocsátotta a két gyermekét egyedül nevelő szülőt.
2013. január 13-án elindult önkéntes főszerkesztésében a Gyöngyszavú Múzsa Média internetes, online, összművészeti folyóirat, 2013. február 3-án pedig a Polgári Összmagyar Rövidhír Média (Összmagyar Örömhír) is, ahol szintén önkéntesen ír, ingyenesen közöl le anyagokat, és ingyenesen illusztrál saját fotóival egy-egy cikket, sajtóközleményt.
2016. december 20-tól a Magyar Újságírók Közösségének tagja (nemzeti és nemzetközi igazolványszám: R-1649).

### Közéleti tevékenysége
1991. december 12-én anyaországi egyéni tagja lett a Magyarok Világszövetségének.
1993. augusztus 27–29. között a Püski Alapítvány meghívására részt vett az évfordulós Szárszói Tanácskozás kulturális ülésein, hozzászólóként is. Az 1994-es választások idején a Magyar Családok Országos Szövetsége megbízásából országgyűlési képviselőjelölt volt Budapest XI. kerületében.
1994 elején alapító tagja lett a Nők a Nőkért Együtt az Erőszak Ellen (NaNE) gyermek-, nő- és családvédő szervezet magyarországi tagozatának. 1994. október 21–23. között anyaországi egyéni tagi küldött volt az MVSZ küldött-közgyűlésén. Itt újra fölvetette és szorgalmazta a család(ra nevelés) tantárgy bevezetését az általános iskola kezdetétől az egyetemi oktatás végéig, valamint a Nyelvi Lektori Hivatal fölállítását az anyanyelv védelmére és a kalóz kiadók visszaszorítására stb.
1995. január 13-án tagja lett a Keresztény Értelmiségiek Szövetségének, illetve a KÉSZ „JEL” Irodalmi és Művészeti Társaságának. 1995. október 27-én tagja lett a Magyar-Japán Baráti Társaságnak.
2001 őszén a Magyarországi Zöld Párt országgyűlési képviselőjelöltje volt. Nyolc pontos programtervezetében elsőként a „családi környezetvédelem” szükségességét, vagyis a családi pótlék nagyobb állami fölvállalását (pl. a mindenkori átlagkereset 50%-a gyermekenként), ill. a főállású anyaság elismerését és megfizetését, a ,,Vállalkozási Etikai Kódex" létrehozását stb. szorgalmazta.
2003. március 26-tól időszakos külsősként anyanyelvi lektora, szerkesztője, korrektora lett a Nemzeti Tankönyvkiadó Rt.-nek. 2011 májusában tagjai közé választotta a Garaboncok Költőtársaság, amely archaikus költészeti irányultságú. 2012 tavaszán tagja lett a Bánffy György Kulturális Szalonnak, ahol egy rövid ideig ellátta a titkári teendőket, illetve az Anyanyelvi Alszalont is vezette. 2014 májusában a Budapesti Székely Körben vezetőségi, ill. kuratóriumi tagnak választották meg, ahol szintén leginkább önkéntes munkát végez.
Megalakulásukat követően tagja számos egyesületnek és társaságnak, így a Berzsenyi Irodalmi és Művészeti Társaságnak, az Ady Endre Társaságnak, az Anyanyelvápolók Szövetségének; az Optimist International Magyarországi Tagozatának, a Madách Irodalmi Társaságnak, a Művészetbarátok Egyesületének; a Németh László Irodalmi Társaságnak, a Váci Mihály Irodalmi Körnek, a Trianon Társaságnak, a Magzatvédő Társaságnak, a Széchenyi Kaszinónak stb.

## Kiadások
- Polgár Julianna: A számonkérés ítélőszéke (vers) 2 p. Kézirat, keletkezés ideje 1991; PIM
- KÁRPÁT-ÖL (a 366 JEL válogatása), 1984. (verses kötet) / Polgár Julianna; Előszó: Csoóri Sándor; Ungvár: Intermix, 1995., 87 p. ill.
- Polgár Julianna: Csíksomlyói csöndes imádság (vers); Együtt 2004/3. sz.; MEK
- XXI. SZÁZADI KESERGŐ A XX. SZÁZADHOZ (BALLADÁS BORONGÁS A BARIKÁDBAJNOKOKÉRT) 1956. ötvenedik évfordulójára; online megjelenés 2006. május 16.
- Polgár Julianna: 271. JEL (Psalmus), s további versek, 2012
- Polgár Julianna: XXI. SZÁZADI KESERGŐ A XX. SZÁZADHOZ (BALLADÁS BORONGÁS A BARIKÁDBAJNOKOKÉRT); Stádium Társadalmi és Kulturális Hírlap, 2012 október 25
- 2014. őszén elnyerte a Nemzeti Kulturális Alap (NKA) 300 000 Ft-os, alkotói támogatását HelIKOlóNia-2 című verseskötete megalkotására, amelyet 2015. szeptemberében leadott, és elfogadták.

Több száz megjelenéssel szerepelt mind a nyomtatott, mind az elektronikus sajtót figyelembe véve, s nem számítva a szerzői estek, egyes határon túli megjelenések és a képvers-kiállítások anyagát. Verseit eddig angol, szerb nyelvre fordították le; megzenésítette – többek között – Ágoston Béla, Dévai Nagy Kamilla, Kassai Franciska stb. Kötet-kiadási lehetőséget az Antológia, a Művészetbarátok Egyesület, a Rím, a Primer, a Tevan, a Belvárosi, a pozsonyi Madách stb. kiadóktól kapott, de valós anyagi támogató nem lévén, a pozitív lektori vélemények ellenére sem tudott újabb kötettel megjelenni. A szerzői estek, kiállítások, interneten való megjelenések révén Polgár Julianna versei, képversei nagy szerepet játszanak a magyar kulturális közéletben határon innen és túl.

## Díjak, ösztöndíjak, elismerések
- Kiváló dolgozó (KFKI, 1987. május 1.)
- 1992. január 28-án az Ady Endre Társaság Ady-pályázatán dicséretben részesült ,,Hosszú józanság című elbeszélése, amely az Emberhalász című folyóiratban is megjelent.
- 1992 júliusában elnyerte a József Attila Kulturális és Szociális Alapítvány Tehetséggondozó Alkuratóriumának 10 hónapra szóló ösztöndíját.
- 2014. Az NKA Nemzeti Kulturális Alap anyagi támogatása verseskötet tervezésére és megszerkesztésére.
- 2020. június 4-én megkapta a Magyar Művészetért díjrendszer Ex Libris díját, melyet a pandémia miatt 2022. június 3-án vehetett át Gubcsi Lajos alapítótól a nagytétényi Klauzál Gábor Művelődési Házban.

## Magánélete
Özvegyasszony, akinek élettársa (gyermekeinek apja) 2005-ben lyme-kórban hunyt el. Gyermekeiket (Jónás Attila Szilveszter (1988); (Lernerné) Jónás Lilla Emília (1990)) mindig egyedül nevelte. 2014. szeptember 11-én megszülettek ikerunokái (lányától): Lerner Gergő és Lerner Tamás, 2018. március 8-án pedig 3. unokája: ifj. Lerner Péter.